# Tournay (jeu)
Pour les articles homonymes, voir Tournay (homonymie).
 (novembre 2022).
Tournay est un jeu de société créé Alain Orban, Xavier Georges et Sébastien Dujardin, illustré par Alexandre Roche et édité depuis octobre 2011 par Pearl Games,. En 2012, il a été vainqueur au Trophée Flip (France), dans la section réflexion. Actuellement, nous pouvons jouer gratuitement au jeu sur le site Board Game Arena.

## Description
Le but du jeu est de développer le quartier le plus florissant de la cité en se développant sur 3 axes : le civil, le militaire et le religieux,. Contrairement au jeu Troyes, il ne faut plus gérer ses décisions en fonction de dés mais plutôt des cartes.